# Ingrida Andrina
Ingrida Andrina (Riga, 23 de junio de 1944-Riga, 17 de septiembre en 2015) fue una actriz letona.
Estudió en la Universidad Panrusa Guerásimov de Cinematografía.